# NGC 1217
NGC 1217 est une vaste galaxie spirale située dans la constellation du Fourneau. NGC 1217 a été découverte par l'astronome britannique John Herschel en 1835.

## Caractéristiques
La classe de luminosité de NGC 1217 est I et c'est une galaxie LINER, c'est-à-dire une galaxie dont le noyau présente un spectre d'émission caractérisé par de larges raies d'atomes faiblement ionisés.
Sa vitesse par rapport au fond diffus cosmologique est de 6 167 ± 17 km/s, ce qui correspond à une distance de Hubble de 91,0 ± 6,4 Mpc (∼297 millions d'al).
À ce jour, une mesure non basée sur le décalage vers le rouge (redshift) donne une distance d'environ 61,300 Mpc (∼200 millions d'al). Cette valeur est loin à l'extérieur des valeurs de la distance de Hubble. Notons que c'est avec la valeur moyenne des mesures indépendantes, lorsqu'elles existent, que la base de données NASA/IPAC calcule le diamètre d'une galaxie.

### Paire de galaxies en interaction?
NGC 1217 est près de PGC 11642 avec laquelle elle est peut-être en interaction gravitationnelle. La distance de Hubble de PGC 11642 est égale à 94,0 ± 6,6 Mpc (∼307 millions d'al), une distance semblable à celle de NGC 1217.